# Zosterornis
Zosterornis és un gènere d'ocells de la família dels zosteròpids (Zosteropidae) i l'ordre dels passeriformes. Habiten les illes Filipines.

## Taxonomia
Segons la classificació del Congrés Ornitològic Internacional (versió 11.1, 2021) aquest gènere està format per 5 espècies:
- Zosterornis hypogrammicus - zosterop de Palawan.
- Zosterornis striatus - zosterop de Luzon.
- Zosterornis whiteheadi - zosterop de Whitehead.
- Zosterornis latistriatus - zosterop de Panay.
- Zosterornis nigrorum - zosterop de Negros.